# 争分夺秒 (游戏)
《争分夺秒》是一款由黑岩工作室开发，迪斯尼互动工作室发行的竞速游戏。该游戏于2010年5月登陆Microsoft Windows、PlayStation 3和Xbox 360平台之上。2011年6月，游戏登陆OnLive平台。游戏中，玩家参加了一个虚构的电视真人秀节目，故事情节随之展开。